# فرودگاه پاپوآ گینه نو وآو
فرودگاه پاپوآ گینه نو وآو  (به انگلیسی: Wau Airport, Papua New Guinea) یک فرودگاه با کد یاتا WUG است. این فرودگاه در کشور پاپوآ گینه نو قرار دارد.